# Maria de Salinas
Maria de Salinas (ca. 1490 - 1539) was de dochter van Martin de Salinas en Josepha Gonzaez de Salas. 
Maria's familie was van Castiliaanse adel. Zij ging als hofdame van Catharina van Aragon naar Engeland. In 1516 trouwde zij met William Willoughby, een Engelse baron. Samen kregen zij één dochter, Catherine, die later met Charles Brandon, de hertog van Suffolk, zou trouwen. Na de dood van Maria's echtgenoot in 1526, verdedigde zij Catherines belangen tegenover haar zwager. 
In de tussentijd kreeg koning Hendrik belangstelling voor Anna Boleyn en begon te streven naar een scheiding van Catharina van Aragon. In 1532 was het Maria niet langer toegestaan om haar te zien of met haar te communiceren. Toen het duidelijk was dat Catharina niet lang meer te leven had in 1536, verzocht zij haar te mogen bezoeken. Dit werd afgewezen. Zij ging desondanks naar Catharina toe en de koningin stierf in haar armen. 
Ondanks Maria's sympathie voor Catharina en haar katholieke geloof, werd haar dochter een overtuigd protestante.